# Schloss Reinbek

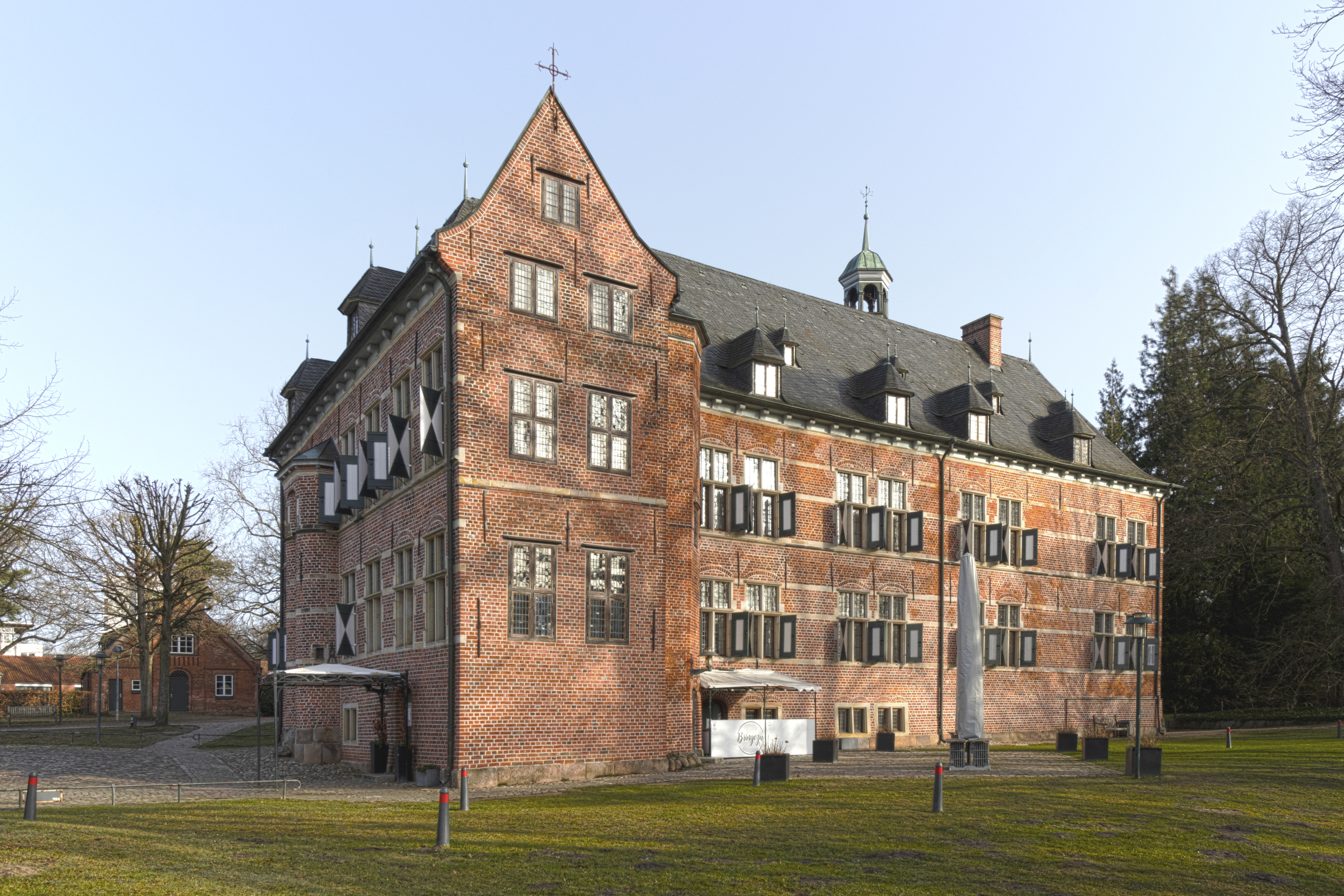
Blick aus dem Garten auf den Südflügel des Schlosses

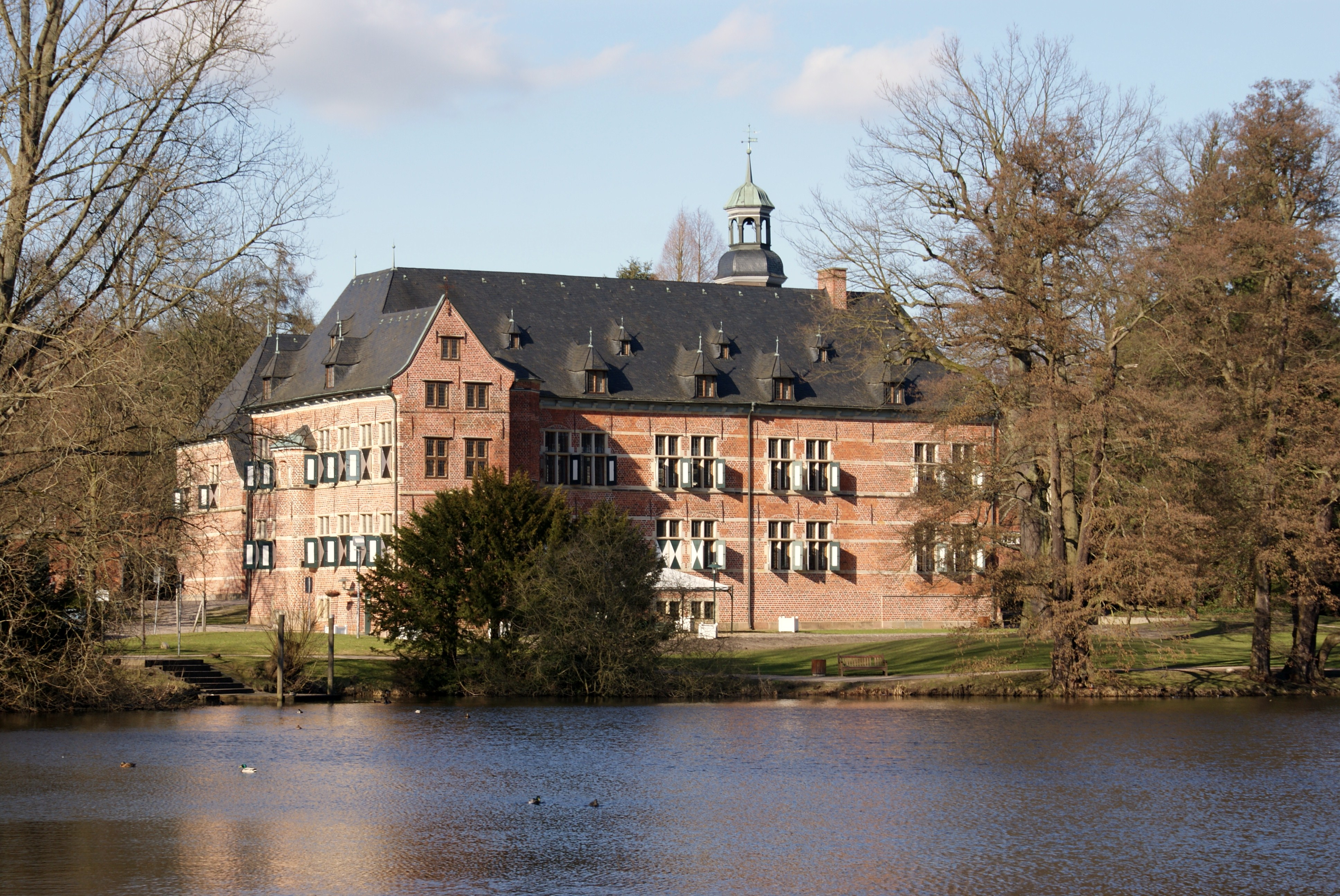
Blick über den Mühlenteich zum Südflügel

Schloss Reinbek ist ein Schloss in Reinbek im südlichen Schleswig-Holstein. Es wurde im 16. Jahrhundert als eine der Nebenresidenzen des herzoglichen Hauses Schleswig-Holstein-Gottorf errichtet. Es gehört zu den frühesten Bauten aus der Herrschaftszeit Herzog Adolfs I. und gilt als eines der besten Beispiele der Renaissance in Schleswig-Holstein. Das Schloss wurde nach Umbauten des 19. Jahrhunderts von 1977 bis 1987 restauriert und dient heute als Kunst- und Kulturzentrum der Stadt Reinbek.

## Geschichte

### Vorgeschichte des Schlossgeländes
Auf dem Gelände des heutigen Schlosses befand sich seit 1250 das Reinbeker Kloster, ein Konvent der Zisterzienserinnen. Es wurde 1528 im Laufe der Reformation aufgelöst und die Gebäude und Ländereien für 12.000 lübische Mark an den dänischen König Friedrich I. veräußert. Die Klosteranlage geriet 1534 in die Wirren der sogenannten Grafenfehde und wurde während dieses Konflikts, wie viele dänische Besitzungen, von Lübecker Truppen geplündert und in Brand gesetzt.
1544 trat ein Erbfolgevertrag in Kraft, infolge dessen der nunmehrige dänische König Christian III. einen Teil seines Besitzes seinen jüngeren Halbbrüdern Johann und Adolf zukommen ließ. Aus dieser Gebietsteilung gingen zwei neue Herzogtümer hervor: das nur wenige Jahre bestehende Herzogtum Schleswig-Holstein-Hadersleben und das Herzogtum Schleswig-Holstein-Gottorf. Der erste Herzog des Gottorfschen Anteils wurde der jüngste Bruder, Adolf, dem auch die Ländereien um Reinbek zugeschlagen wurden. Reinbek bildete so eine Exklave seines zersplitterten Territoriums, das sich zu großen Teilen im weiter nördlich gelegenen Schleswig befand.
In den Anfangsjahren seiner Regierungszeit – er bekam die Herzogswürde im Alter von achtzehn Jahren verliehen – befand sich Adolf nur selten an seinem neuen Hof im Gottorfer Schloss. Er stand unter anderem in Diensten des Kaisers Karl V., nahm als Kriegsherr am Schmalkaldischen Krieg teil und zog für England gegen die Niederlande. Nachdem er unter anderem erfolglos um die Hand der englischen Königin Elisabeth I. angehalten hatte, heiratete er im Alter von 38 Jahren Christine von Hessen und begründete eine zahlreiche Nachkommenschaft. Erst in der Folgezeit entwickelte sich Herzog Adolf zum größten Bauherren in Schleswig und Holstein; dicht gefolgt nur von Heinrich Rantzau, mit dem er diesbezüglich beinah in einem freundschaftlichen Wettstreit stand. Nachdem Herzog Adolf zuerst das Gottorfer Schloss hatte modernisieren lassen, beauftragte er auch den Bau der Schlösser von Reinbek, Husum, Tönning und Trittau.

### Zeit der Gottorfer Herzöge

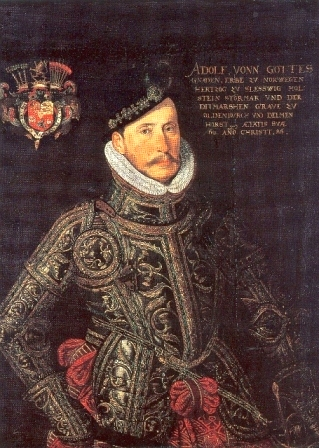
Der Bauherr des Schlosses, Herzog Adolf I. von Schleswig-Holstein-Gottorf

Das Reinbeker Schloss wurde für Herzog Adolf von 1572 bis 1576 errichtet. Es sollte als Nebenresidenz bei Reisen in die Ämter Reinbek und Trittau dienen. Im benachbarten Sachsenwald fanden zudem alljährlich große Parforcejagden statt, sodass Reinbek auch als Jagdschloss genutzt wurde. Eine weitere Funktion war der Empfang und die Beherbergung von Gästen aus Regionen südlich Schleswig-Holsteins, denen so eine Reise nach Gottorf erspart wurde. Im Schloss fand zwar keine dauerhafte Hofhaltung statt, doch wurde es bei Abwesenheit des Herzogs durch einen Kastellan verwaltet und durch Bedienstete bewirtschaftet. Zu den Nebengebäuden des Schlossareals gehörten eine Kornbrennerei, eine Brauerei, Scheunen und Stallungen, außerdem verfügte das Schloss über einen Küchengarten und Fischteiche. Die eigentliche Verwaltung der Gottorfer Exklave wurde weitgehend den sogenannten Amtmännern überlassen, die ab 1646 ihren Sitz im Reinbeker Schloss hatten und zugleich die Aufgaben des Kastellans übernahmen.
Nach dem Tode Herzog Adolfs erhielt das Schloss den Status eines Leibgedinges und diente den herzoglichen Witwen als Wohnstatt. Es wurde von Christine von Hessen genutzt und nach dem Tode Johann Adolfs diente es Augusta von Dänemark als gelegentliche Residenz. Die Herzogin nahm am Schloss um 1620 auch einige Erweiterungen vor, wie die 1901 zerstörte Schlosskapelle. Nach ihrem Tode diente das Schloss als Jagdsitz, in dem auch größere Feste abgehalten wurden. Zu den Gästen des Hauses zählten in dieser Zeit unter anderem Moritz von Sachsen, Johann VI. von Anhalt-Zerbst und Johann Georg II. von Anhalt-Dessau. Während des Dreißigjährigen Krieges wurde das Schloss zuerst durch schwedische und später durch kaiserliche Truppen besetzt, entging jedoch Plünderung und Zerstörung.
Infolge des Großen Nordischen Krieges erlitt das Haus Schleswig-Holstein-Gottorf 1713 eine Niederlage und die Besitzungen im Herzogtum Schleswig wurden vollständig durch das dänische Königshaus annektiert. In Gottorfer Besitz verblieben nur die Gebiete im Herzogtum Holstein. Die herzogliche Familie, die vorerst im Kieler Schloss residierte, verlor an Einfluss und die Herzogswürde ging einige Jahre später durch Peter III. in Personalunion im russischen Zarenhaus auf. Johanna Elisabeth von Schleswig-Holstein-Gottorf, die Mutter Katharinas der Großen, reiste noch als Gräfin von Reinbek nach Russland und beabsichtigte, ihren Lebensabend auf dem Schloss zu verbringen, das Schloss spielte jedoch keine bedeutende Rolle mehr als höfische Residenz. Zwar wurden entstandene Schäden am Sitz der Amtmänner noch immer regelmäßig ausgebessert, doch eine Modernisierung des zwischenzeitlich veralteten Baus erfolgte nicht mehr.

### Königlich-dänische Herrschaft
1773 ging das Schloss infolge des Vertrags von Zarskoje Selo in dänischen Besitz über. Das Schloss diente weiter als Amtssitz, nur dass die vormals herzoglichen Beamten in russischen Diensten nun zu königlich-dänischen Angestellten wurden. Besuche des Königshauses waren selten und die einstige Gottorfer Nebenresidenz diente fast ausschließlich als Verwaltungsbau.
Das Schloss befand sich im zunehmend schlechteren Zustand und wurde um 1776 durch J. A. Richter instand gesetzt. Da die laufenden Reparaturen und Betriebskosten für das Schloss jedoch als unangemessen für einen Verwaltungssitz erschienen, wurde vom Ende des 18. bis zum Beginn des 19. Jahrhunderts mehrfach über einen Abriss nachgedacht. Die dänische Rentekammer, die für das Schloss zuständige Finanzbehörde, empfahl, einen Neubau aus dem Abbruchmaterial zu errichten. Derartige Abbrisspläne betrafen nicht allein das Schloss in Reinbek. Im Zuge der Vollendung des Dänischen Gesamtstaats gingen etliche der schleswig-holsteinischen Schlösser in den Besitz des dänischen Königshauses über und wurden daraufhin sowohl aus politischen, wie auch aus wirtschaftlichen Gründen abgebrochen. Zu den zerstörten Bauten dieser Zeit gehörten unter anderem die Schlösser in Reinfeld, Trittau und Ahrensbök. Der drohende Abbruch des Reinbeker Schlosses wurde 1818 durch ein Gutachten des Regierungsbaumeisters Christian Frederik Hansen verhindert. Pläne für einen Umbau durch Friedrich Christian Heylmann, die eine Verkürzung und optische Angleichung der Seitenflügel zum Ziel hatten, wurden jedoch nicht weiter verfolgt und das Schloss in seinem alten Zustand belassen.

### Von der preußischen Zeit bis ins 20. Jahrhundert

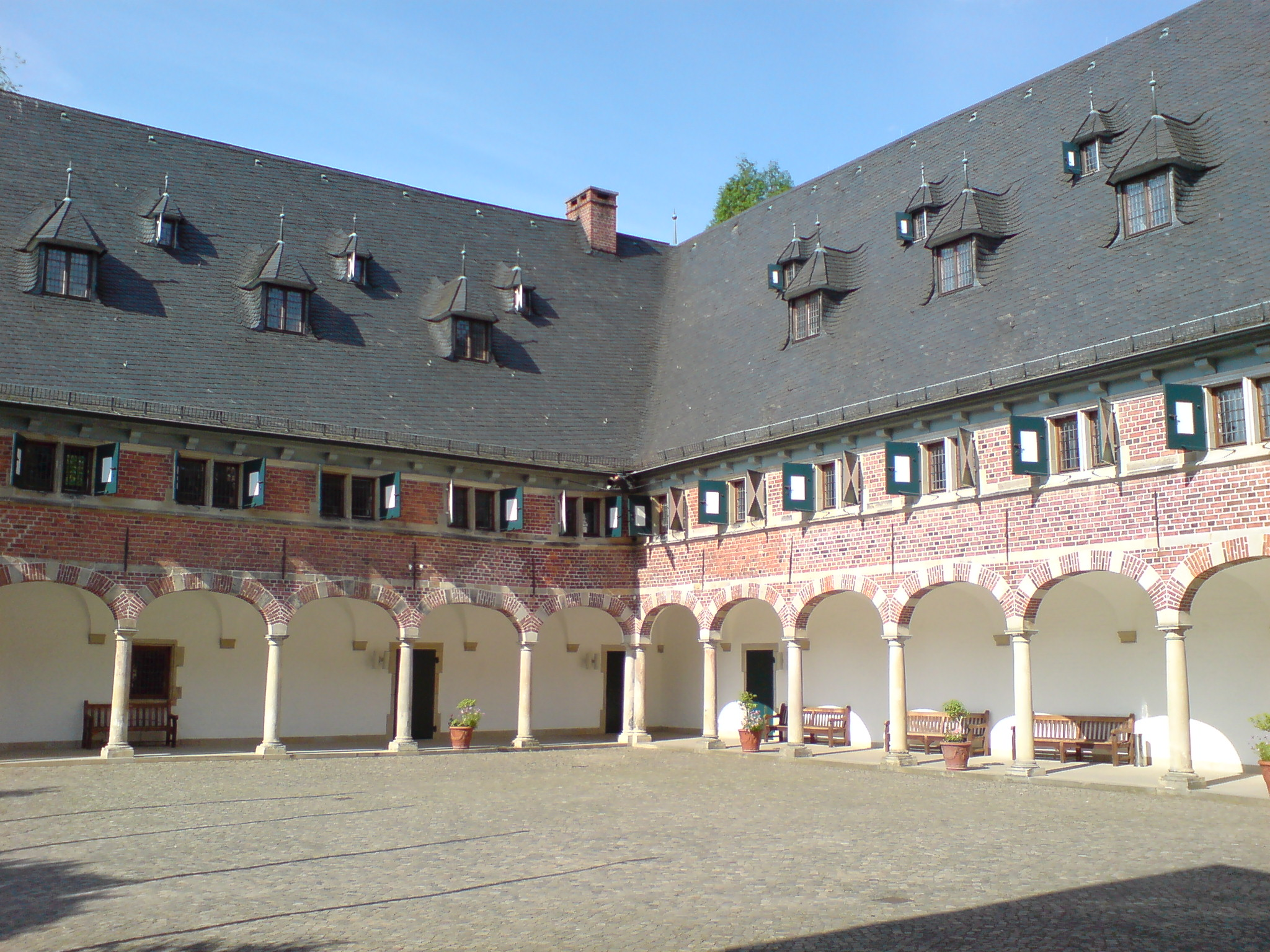
Die Arkaden wurden im 19. Jahrhundert vermauert und im 20. Jahrhundert rekonstruiert.

Infolge des Deutsch-Dänischen- und des anschließenden Deutschen Krieges ging das Herzogtum Holstein 1866 an Preußen über. Das Amt Reinbek ging im preußischen Landkreis Stormarn auf und das Schloss diente kurzzeitig als Sitz des Landrats. 1873 wurde das Landratsamt nach Wandsbek verlegt und das Schloss wurde durch die preußische Finanzbehörde übernommen, die es 1874 versteigerte. Der neue Besitzer, der das Anwesen für 25.000 Taler erwarb, veräußerte es schon kurz darauf an die Familie Specht. Das Schloss wurde in der Folgezeit durch die neuen Inhaber – ungeachtet seiner historischen Bausubstanz – umgestaltet und zum Hotel ausgebaut. Diese Funktion behielt es bis zum Ende des Ersten Weltkriegs.
1919 verkaufte die Familie Specht das Schloss an Margarete von Patow, die in dem Gebäude das christlich geprägte Erholungsheim Pniel einrichtete. Die Freifrau verkaufte das Gebäude zwanzig Jahre später wieder, neuer Eigentümer wurde die Stadt Hamburg, die hier ab 1939 das Reichsinstitut für Forstwirtschaft, die spätere Bundesforschungsanstalt für Forst- und Holzwirtschaft unterbrachte. Die Zeit des Zweiten Weltkrieges überstand das Schloss ohne Schäden und nahm in der Nachkriegszeit vorübergehend Flüchtlinge aus den deutschen Ostgebieten auf. In der zweiten Hälfte des 20. Jahrhunderts wurde das Institut nach und nach aus Reinbek ausgelagert und das Schloss wieder zum Verkauf angeboten. 1972 kauften der Kreis Stormarn und die Stadt Reinbek das Gebäude und ließen es unter der Leitung von Horst von Bassewitz in einer umfassenden Restaurierung von 1977 bis 1987 in den Zustand der ersten Hälfte des 17. Jahrhunderts versetzen. Es steht seitdem für die öffentliche Nutzung zur Verfügung.

## Das Schloss in der Gegenwart
Als Kulturzentrum ist das Reinbeker Schloss durch zahlreiche Veranstaltungen das ganze Jahr hindurch zugänglich. Außerdem kann es mittwochs bis sonntags von 10 bis 17 Uhr besichtigt werden.
Die Räumlichkeiten des Schlosses können zu einem großen Teil besichtigt werden. Sie sind durch die moderne Nutzung jedoch nur teilweise museal ausgestattet. Zu den ausgestellten Stücken gehören unter anderem Möbel, Gemälde und Gobelins der Renaissancezeit. Die einstigen Küchenräume ebenso wie der große Dachboden, der „Krummspanner“, dienen als Rahmen für wechselnde Ausstellungen. In einem Raum des Krummspanners ist eine stadtgeschichtliche Ausstellung untergebracht. Jährlich ist das Gebäude ein Veranstaltungsort des Schleswig-Holstein Musik Festivals; jeden Sommer findet im angrenzenden Schlosspark die Kunsthandwerksmesse Kunstwerk – Werkkunst statt. Die Schlossverwaltung vermietet die Räume des Hauses z. B. für Tagungen, Empfänge und Feiern. Freitags besteht die Möglichkeit zu Eheschließungen im Gottorf-Zimmer. 1977 hat sich der Verein Freunde des Schlosses Reinbek e. V. gegründet. Der gemeinnützige Verein hat sich dem Ziel verschrieben, eine intensive Nutzung des Schlosses und des Schlossparks als ein Kultur- und Kommunikationszentrum zu fördern.
Von 2009 bis 2013 fand hier jährlich die Reinbeker Wirtschaftskonferenz Afghanistan statt, eine internationale Konferenz zum wirtschaftlichen Wiederaufbau in Afghanistan. Das Schloss diente auch als Drehort für die Sendung Lieb & Teuer.
Das Schloss wird auch immer wieder als Filmlocation genutzt.

### Schlossgebäude
Das Reinbeker Schloss wurde von 1572 bis 1576 im Auftrag Herzog Adolfs I. errichtet. Es war der erste Residenzbau Nordelbiens, der von vornherein als reines Wohngebäude ohne ein Befestigungswerk geplant wurde. Das Schloss besitzt einen für die Erbauungszeit fortschrittlichen, von französischen Vorbildern wie dem Schloss von Écouen beeinflussten hufeisenförmigen Grundriss, der scheinbar gleichförmige Baukörper weist in seiner Aufteilung und den Proportionen allerdings noch keine Anzeichen von Symmetrie auf. Auf einen langen Mitteltrakt sind im Norden und im Süden die kürzeren Seitenflügel angeschlossen, die gemeinsam einen Ehrenhof umschließen, am Ende des Südflügels befindet sich ein riegelartiger Anbau.
Die Grundfläche des Gebäudes beträgt in ihrer größten Ausdehnung 51 × 36 Meter, der Hof ist 26 Meter breit. Das Schloss verfügt über zwei bewohnbare Stockwerke, außerdem ein Kellergeschoss und einen hohen Dachboden. Ungewöhnlich ist die Dachkonstruktion: Das schieferbelegte Satteldach ist hofseitig an Nord- und Ostflügel zu einem Kniestock herabgezogen, wodurch das Gebäude an diesen Stellen nur eineinhalbgeschossig wirkt, während an den übrigen Fassaden zwei Vollgeschosse zu sehen sind. Das mit einer durchbrochenen Haube bekrönte Treppentürmchen im Hof war bei Bauabschluss am Ende des 16. Jahrhunderts die einzige Verbindung zwischen den Stockwerken, weitere Treppentürme wurden unter Herzogin Augusta zu Beginn des 17. Jahrhunderts am Südflügel installiert.

#### Stilistische Einordnung

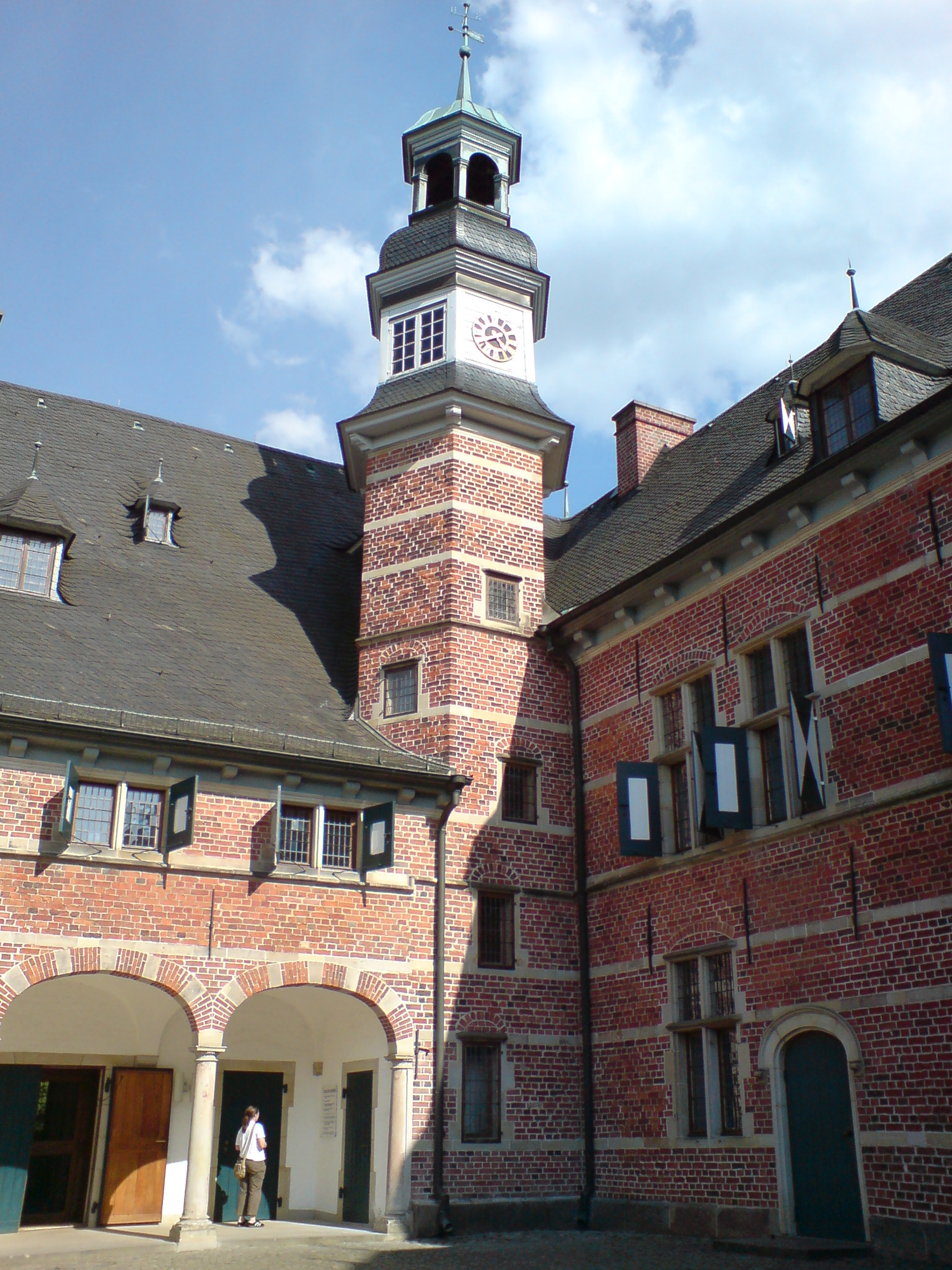
Der Treppenturm. Ähnliche Türme besaßen auch das Husumer und das Trittauer Schloss in den Hofwinkeln.

Das Schloss war bei seiner Fertigstellung eines der modernsten Gebäude in Schleswig und Holstein, der dreiflügelige Bau mit dem offenen Arkadenhof – der jedoch einst mit einer Mauer gegen den Wirtschaftshof abgeschlossen war – stellte eine Abwende von den traditionell als Mehrfachhäusern oder geschlossenen Vierflügelanlagen gestalteten Adelssitzen in den Herzogtümern dar.
Der Baumeister des Schlosses ist unbekannt, doch wird vermutet, dass die Entwürfe von Hercules von Oberberg oder Peter von Maastricht stammen könnten. Das Schloss ist in den Formen der Niederländischen Renaissance gestaltet, einer Stilrichtung, die Herzog Adolf während seiner häufigen Reisen vor Ort kennenlernte. Der Reinbeker Bau ist aus gemauertem rotem Backstein errichtet und die Fassaden sind horizontal mit hellen Sandsteinbändern gegliedert. Die Fensterrahmungen sind ebenfalls aus Sandstein gefertigt und mit steinernen Kreuzen versehen, die Fenster durch hölzerne Läden flankiert. Das für diese Region ungewöhnlichste Baudetail ist der durch toskanische Säulen gegliederte Arkadengang des Innenhofs, der im Erdgeschoss die Verbindung zu den Räumen des Nord- und des Ostflügels herstellte.
Das Reinbeker Schloss ist der direkte, wenn auch schlichtere, Vorgängerbau des Husumer Schlosses. Dieses wurde als zweite Residenz neben dem Gottorfer Schloss ebenfalls durch Herzog Adolf von 1577 bis 1582 errichtet. In Reinbek und in Husum wurden niederländische Handwerker eingesetzt, beide Schlösser verfügen über einen modernen, dreiflügeligen Grundriss und sind aus Backstein errichtet, der mit Sandsteinelementen dekoriert wurde. Während das Reinbeker Schloss in seiner Ausführung aber noch relativ schlicht ausfällt, wurde das symmetrisch errichtete und mehrtürmige Husumer Schloss repräsentativer gestaltet. Der dortige Baukörper wurde allerdings durch spätere Umbauarbeiten stark vereinfacht, wodurch das Reinbeker Schloss in der Gegenwart den ursprünglicheren Zustand eines Renaissancebaus darstellt.
Das Reinbeker Schloss diente außerdem als Vorbild für das Schloss im benachbarten Trittau, das 1581 ebenfalls im Auftrag Herzog Adolfs errichtet wurde. Wie Reinbek war auch das Trittauer Schloss, das als Nachfolgebau einer mittelalterlichen Wasserburg errichtet wurde, im Stil der nordischen Renaissance gestaltet und im Hofwinkel mit einem Treppenturm versehen. Das Schloss in Trittau wurde zum Ende des 18. Jahrhunderts abgetragen.

#### Umbauten und Restaurierung
Das bis dahin im Außenbau noch weitgehend unveränderte Schloss wurde während des 19. Jahrhunderts tiefgreifend umgebaut. Die bedeutendste Veränderung betraf den Schlosshof. Vor den Mittelflügel wurde während der Umgestaltung zum Schlosshotel 1874 ein neogotischer Vorbau mit Eingangshalle gesetzt, der zugleich als großzügiges Treppenhaus diente; das Schloss erhielt so einen annähernd E-förmigen Grundriss. Der östliche Treppenturm am Südflügel wurde abgebrochen und die Arkaden des Hofs vermauert, wodurch ein innen liegender Korridor geschaffen wurde, der die Räume des Erdgeschosses miteinander verband. Die steinernen Fensterrahmen und -kreuze wurden entfernt und durch hölzerne Rahmen ersetzt, das Dach rundherum mit Zwerchhäusern versehen und mit Dachpfannen anstelle der Schiefertafeln belegt. Zu Beginn des 20. Jahrhunderts wurde außerdem die Schlosskapelle aufgegeben und durch Zwischenwände zu neuen Räumen umgestaltet.
Bei den Restaurierungsmaßnahmen von 1977 bis 1987 wurden all diese Veränderungen rückgängig gemacht und das Schloss wieder weitgehend in den Zustand zur Zeit Herzogin Augustas versetzt. Die Kosten für den jahrelangen Umbau wurden damals mit rund 10.000.000 DM veranschlagt. Finanziert wurde die Restaurierung mithilfe des Bundes, sowie der Länder Hamburg und Schleswig-Holstein.
Das Schloss ist in seiner heutigen Gestalt das am besten erhaltene Beispiel eines Adelssitzes im Stil der niederländischen Renaissance in Schleswig-Holstein.

### Innenräume

#### Fortwährender Umbau des Schlossinneren

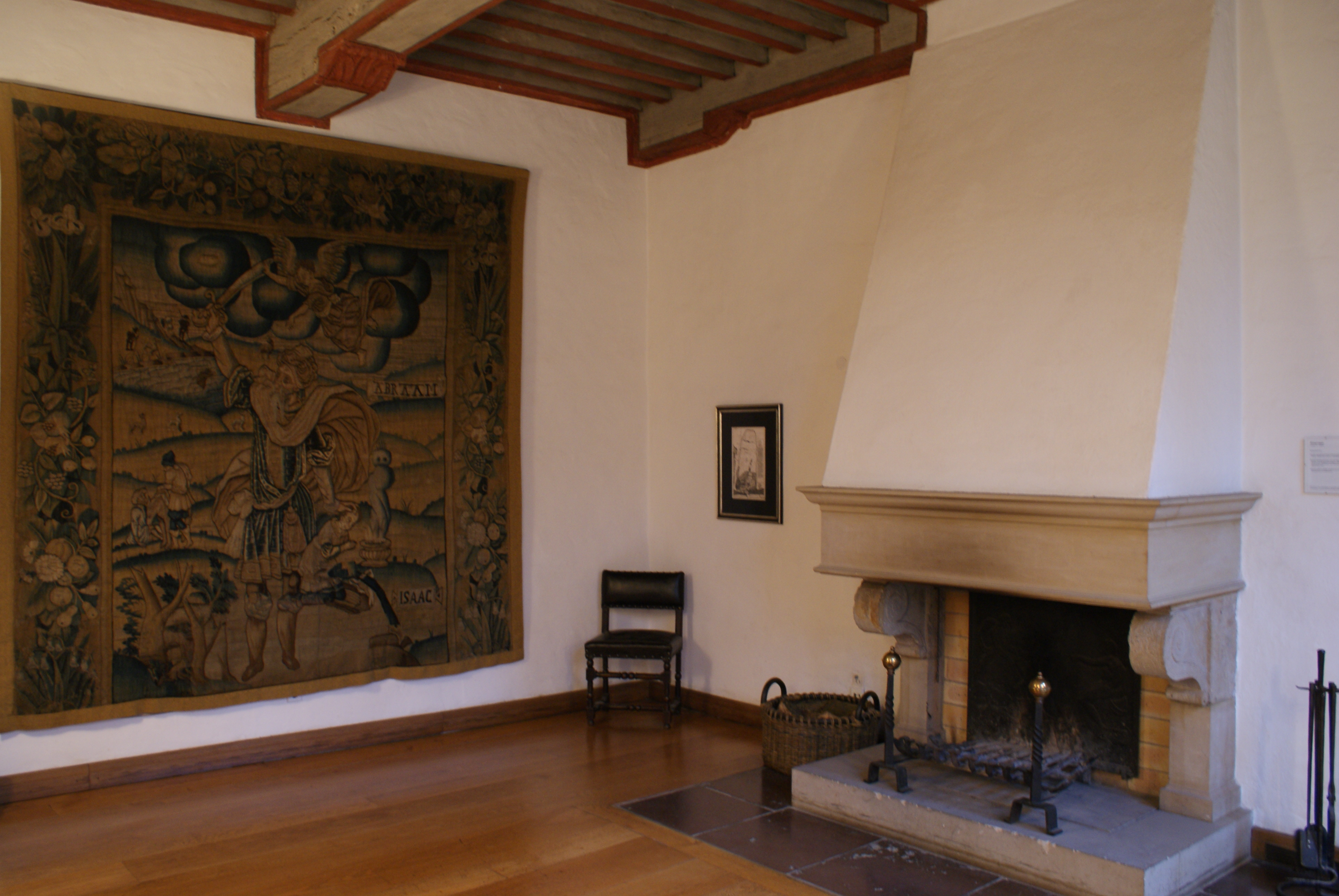
Das kleine Kaminzimmer stellt einen rekonstruierten Raum der Renaissance dar.

Der dreiflügelige Grundriss des Schlosses entsprach noch nicht dem späteren barocken Raumverständnis, das üblicherweise mit einem zentralen Festsaal und symmetrischen Appartements aufwartete. Der Aufbau des Reinbeker Schlosses folgte funktionalen Prinzipien: Der südliche Trakt enthielt die großen Fest- und Hofsäle, sowie in seinem Anbau seit Beginn des 17. Jahrhunderts die einstige Schlosskapelle, der mittlere Flügel Appartements für Gäste und der nördliche Flügel die Hofküche und Wirtschaftsräume. Die einzelnen Räume des Nord- und des Ostflügels wurden durch den Arkadengang des Hofs, sowie durch eine unterhalb des Kniestocks gelegene Galerie erschlossen – dies war eine weitere moderne Neuerung im Schlossbau Schleswig-Holsteins, wo bis dahin ineinander übergehende Räume die Regel waren. 1589 erfolgte eine Ausmalung der Räume durch den Hofkünstler Jacob van der Wordt. Mit der Nutzung durch Herzogin Augusta wurden einige Umbauten am und im Schloss vorgenommen. Sie beauftragte den Einbau einer Schlosskapelle im Anbau des Südflügels und die Errichtung zweier weiterer Treppentürme, die den bis dahin einzigen Treppenturm im Hof ergänzen sollten. Die Eichendecken wurden fast im gesamten Schloss mit ornamentalen Motiven bemalt.
Während das Schloss im Äußeren bis ins 19. Jahrhundert weitgehend unverändert blieb, wurden im Inneren fortwährend Ergänzungen und Umbauten vorgenommen. Die Eichendecken wurden im 18. Jahrhundert unter Gewölben versteckt, die Räume teilweise neu aufgeteilt, dies besonders bedingt durch die Nutzung als Hotel. Waren zu Beginn des 18. Jahrhunderts vierundzwanzig Räume in den Inventarlisten vermerkt, so zählte das Schloss durch Raumtrennungen und Zwischenwände 1974 rund siebzig Zimmer. Die Schlosskapelle wurde 1901 geschlossen und bis 1904 ausgebaut, die Ausstattung gelangte zum Teil in die Reinbeker Maria-Magdalenen-Kirche.

#### Restaurierung des 20. Jahrhunderts

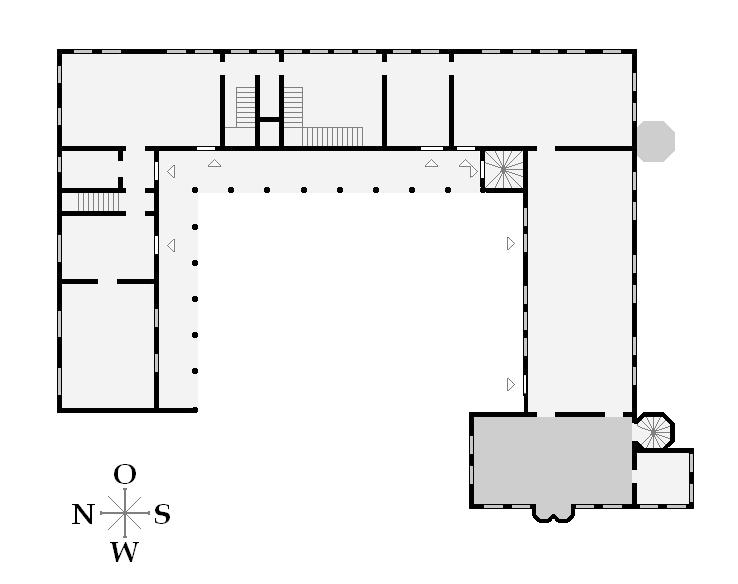
Grundriss des Erdgeschosses, heutiger Zustand. Die Lage der einstigen Schlosskapelle und des abgebrochenen Treppenturms sind markiert.

Während der Restaurierung des Schlosses musste ein Kompromiss zwischen der Erhaltung der historischen Bausubstanz und der künftigen Verwendung des Gebäudes als Kulturzentrum gefunden werden. Während das Schloss in seinem Äußeren wieder weitgehend in den Zustand der Renaissancezeit versetzt wurde, mussten für die neue Nutzung der Innenräume einige Änderungen in Kauf genommen werden, zumal die einstige Nutzung der Räume nicht mehr vollständig rekonstruiert werden konnte. Nach dem Abbruch des historistischen Treppenhausflügels wurde ein modernes Treppenhaus zur Ergänzung der Wendelstiegen notwendig, das im langgestreckten Mittelbau ebenso wie ein Aufzugsystem installiert wurde. Zur Versorgung von Konferenzgästen dient eine Teeküche, auf eine Rekonstruktion der Schlosskapelle wurde verzichtet und die Räumlichkeiten an die Schloss-Gastronomie vermietet. Der hohe Dachboden wurde zu einer Ausstellungsfläche umgebaut. Historische Spuren, sofern vorhanden, wurden gesichert und ausgearbeitet, dies betraf vor allem die bemalten Balkendecken in zahlreichen Räumen. Bedingt durch die jahrhundertelange Fremdnutzung des Gebäudes hat sich kein historisches Mobiliar aus dem Schlossbestand erhalten.
Zu den größten Räumen des Schlosses zählen auch heute noch der Hofsaal und der darüberliegende Festsaal im Südflügel, die während der Restaurierungsphase rekonstruiert wurden. Ebenfalls an früherer Gestalt orientieren sich das sogenannte Jagdzimmer und der Gartensaal. Allen Räumen gemein ist, dass sie zwar mit stilistisch zeitgemäßen Möbeln ergänzt wurden, aber auch über modernes Inventar verfügen, das der heutigen Nutzung des Kulturzentrums dienlich ist.

### Schlossgelände

#### Der einstige Wirtschaftshof

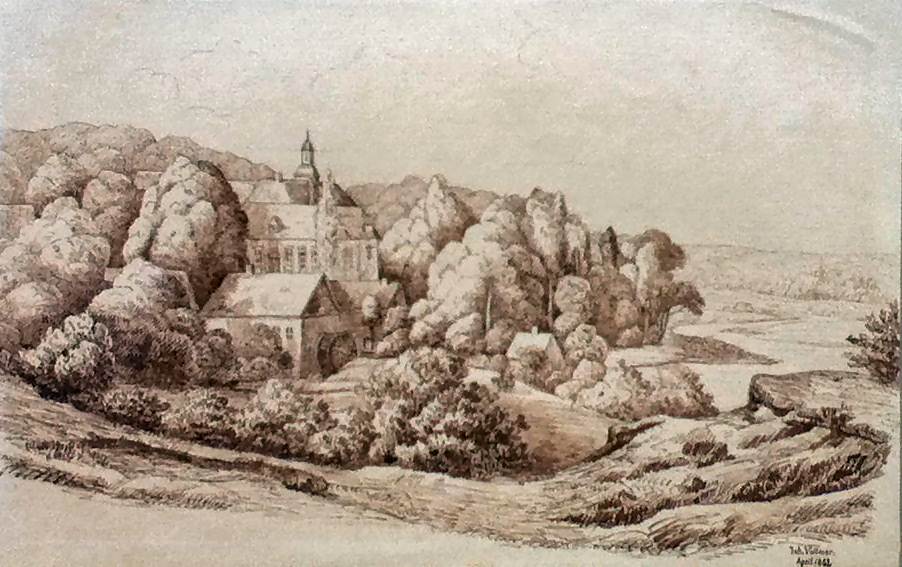
Der Schlosspark im Jahre 1862, Federzeichnung von Johannes Vollmer

Das Schloss wurde inmitten des einstigen Klostergeländes errichtet. Das Hauptgebäude der Klosteranlage befand sich wenige Schritte westlich des Schlosses, von den Gebäuden sind heute jedoch keine sichtbaren Spuren mehr vorhanden. Zeitgleich mit dem Schloss wurde ein umfangreicher Wirtschaftshof, das sogenannte Vorwerk, angelegt, der mit Stallungen, Kornhäusern und Viehställen versehen war und der Versorgung der Schlossbewohner diente. Auch von diesen Bauten sind heute keine Spuren mehr vorhanden, sie wurden im 19. Jahrhundert abgerissen und zum Teil durch Neubauten ersetzt. Die Hoffläche musste zudem verkleinert werden, als die nördlich gelegene Bahntrasse der Berlin-Hamburger Bahn gebaut wurde.

#### Schlossgarten

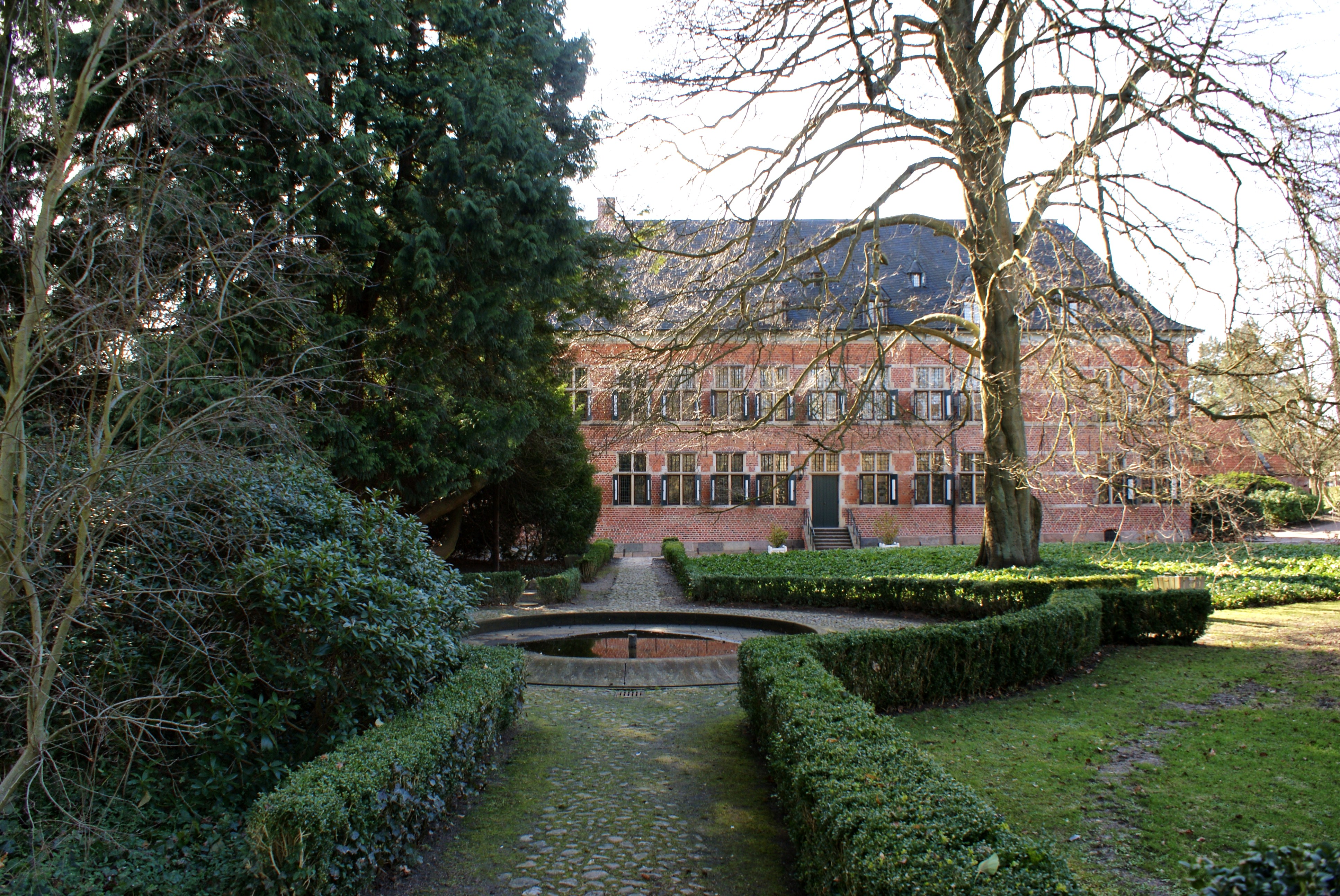
Blick durch den Garten zum Ostflügel des Schlosses

Das Schloss liegt direkt an der zum Mühlenteich aufgestauten Bille. Der umgebende Park diente einst sowohl als Küchen- wie auch als Lustgarten des Schlosses und wurde bereits unter Herzog Adolf angelegt. Der eigentliche Lustgarten befand sich östlich hinter dem Hauptflügel und bestand aus neun einzelnen, bepflanzten Kompartimenten (eine abgegrenzte Pflanzfläche in einem Barockgarten), die durch Laubengänge verbunden und mit Sandsteinfiguren geschmückt waren. Der Garten war mit einem Lusthaus versehen, Herzogin Augusta ließ sich ein kleines Badehaus errichten, und im Mühlenteich lag ein Boot für die herzogliche Familie. Der Garten bestand bis ins 18. Jahrhundert, dann wurde er in seinen Grundzügen bescheiden barockisiert. Zum Ende des 18. Jahrhunderts genehmigte die königliche Rentekammer die Verpachtung von Teilen des Gartengrundstücks. Die schlossnahen Gartenbereiche verloren durch nachlässige Pflege ihre alte Gestalt und wurden im Laufe des 19. Jahrhunderts in einen Landschaftspark umgestaltet, dies aber ohne Plan oder Konzept.
Mit der Restaurierung des Schlosses im 20. Jahrhundert stellte sich auch die Frage nach eine Rekonstruktion der Gartenanlagen. Dabei war zu vermerken, dass Teile des einstigen Schlossbereichs zwischenzeitlich bebaut waren und nördlich des Geländes mittlerweile eine Bahntrasse verlief. Eine Rekonstruktion des Renaissancegartens erschien zu aufwendig, zumal es auch keine zu integrierenden Reste mehr gab. Der Reinbeker Schlosspark wurde stattdessen frei neu gestaltet und in drei Teile gegliedert, die allesamt der öffentlichen Nutzung dienen. Der Garten südlich des Schlosses bis zum Mühlenteich wurde nach Art englischer Landschaftsparks gestaltet, wenn auch in kleinen Dimensionen. Östlich des Schlosses vor dem Hauptflügel wurde ein Gartenbereich angelegt, der in seiner vierteiligen Gestaltung als Reminiszenz an den einstigen formalen Garten erinnert, auf eine aufwendige Blumenbepflanzung wurde jedoch verzichtet. Nordöstlich des Schlosses wurde ein kleiner botanischer Garten errichtet.